# John Sparkman
John Sparkman (Hartselle, 1899. december 20. – Huntsville, 1985. november 16.) az Amerikai Egyesült Államok szenátora (Alabama, 1946–1979).